# Evangelický kostel (Bořislav)
Evangelický kostel v Bořislavi byl postaven v roce 1903. Po druhé světové válce postupně ztratil funkci, v současnosti je komerčně využíván.

## Historie a stavební podoba

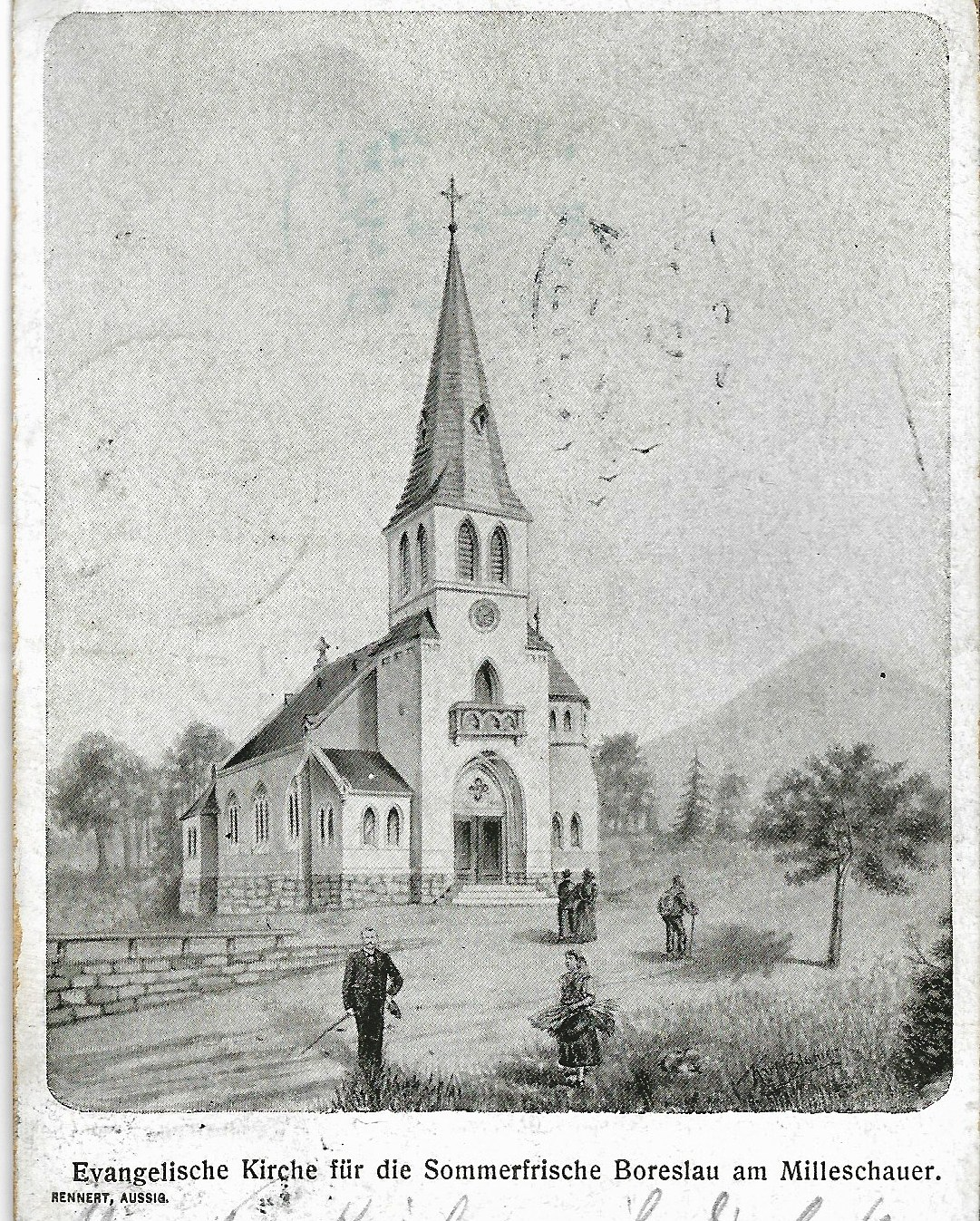
Pohlednice vydaná k otevření kostela v srpnu 1903

Postavení kostela souvisí s hnutím „Los von Rom“ (Pryč od Říma!). Jeho všeněmecký sjezd, konaný v roce 1898 v Teplicích, vedl v kraji k zakládání evangelických společenství a stavbě protestantských kostelů. Na Teplicku bylo v krátkosti postaveno sedm evangelických kostelů, ten bořislavský byl v pořadí osmý. Spravoval ho Evangelický úřad pro Bořislav a Žalany.
Stavba kostela proběhla v roce 1903. Základní kámen byl položen 3. května 1903, dne 30. srpna téhož roku byl kostel slavnostně otevřen. Jeho projekt vypracoval drážďanský architekt Woldemar Kandler, jehož realizacemi jsou v Čechách rovněž kostely v Chabařovicích, Varnsdorfu, Bystřanech a Habartově. Stavitelem byl Gustav Adolf Jirsch.
Kostel byl postavený v novogotickém slohu. Loď osvětlovaly tři řady trojitě sdružených obloukových oken, nejvyšší patro čtvercové věže zdobily na všech čtyřech stranách dvojice oken rovněž s lomeným obloukem. Věž zakončovala osmiboká jehlancová střecha. Průčelí bylo obrácené k severu.
Po válce zanikla Německá evangelická církev v Čechách, na Moravě a ve Slezsku a kostel byl na čas přidělen Církvi československé husitské, pak byl ale opuštěn a chátral. Koncem 50. let byl přestavěn na podnikové rekreační středisko podniku TDV Duchcov, které vyrábělo dětské kočárky. Při tom byla ubourána věž, původní okna nahrazena obdélníkovými a před průčelí přistavěna garáž, čímž kostel zcela ztratil svou původní architekturu. V současnosti je objekt komerčně využíván.

## Galerie

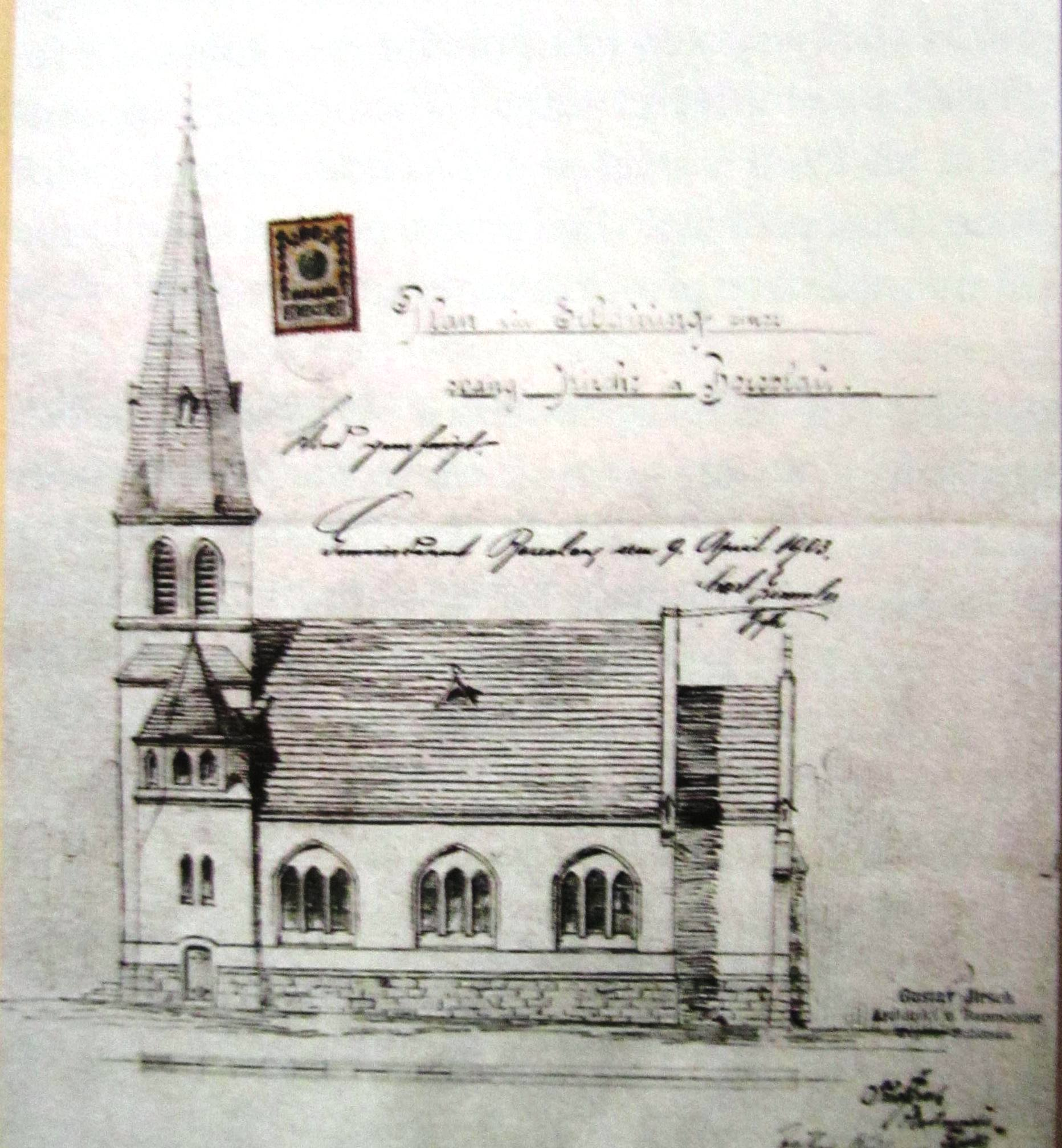
Plán kostela z roku 1903 od stavitele Gustava Jirsche